# Michael Branch
Paul Michael Branch (ur. 18 października 1978) – angielski piłkarz występujący na pozycji napastnika.
W Premier League rozegrał 41 spotkań i zdobył 3 bramki.